# Кранська Гора (община)
Община Кранська Гора (словен. Občina Kranjska Gora) — одна з общин в північно-західній Словенії. Адміністративним центром є місто Кранська Гора.

## Характеристика
Розташована на північному заході Словенії, на кордоні з Австрією та Італією, біля підніжжя Юліанських Альп і Караванке. Община відома гірським туризмом привабливим і взимку і влітку.

## Населення
У 2010 році в общині проживало 5288 осіб, 2621 чоловіків і 2667 жінок. Чисельність економічно активного населення (за місцем проживання), 2076 осіб. Середня щомісячна чиста заробітна плата одного працівника (EUR), 869,34 (в середньому по Словенії 966.62). Приблизно кожен другий житель у громаді має автомобіль (53 автомобілів на 100 жителів). Середній вік жителів склав 44,3 роки (в середньому по Словенії 41.6).